# Пауль Віідінґ
Пауль Віідінґ (ест. Paul Viiding; *22 травня 1904, Валга — †27 червня 1962, Таллінн) — естонський письменник, поет та літературний критик.